# José Giribás

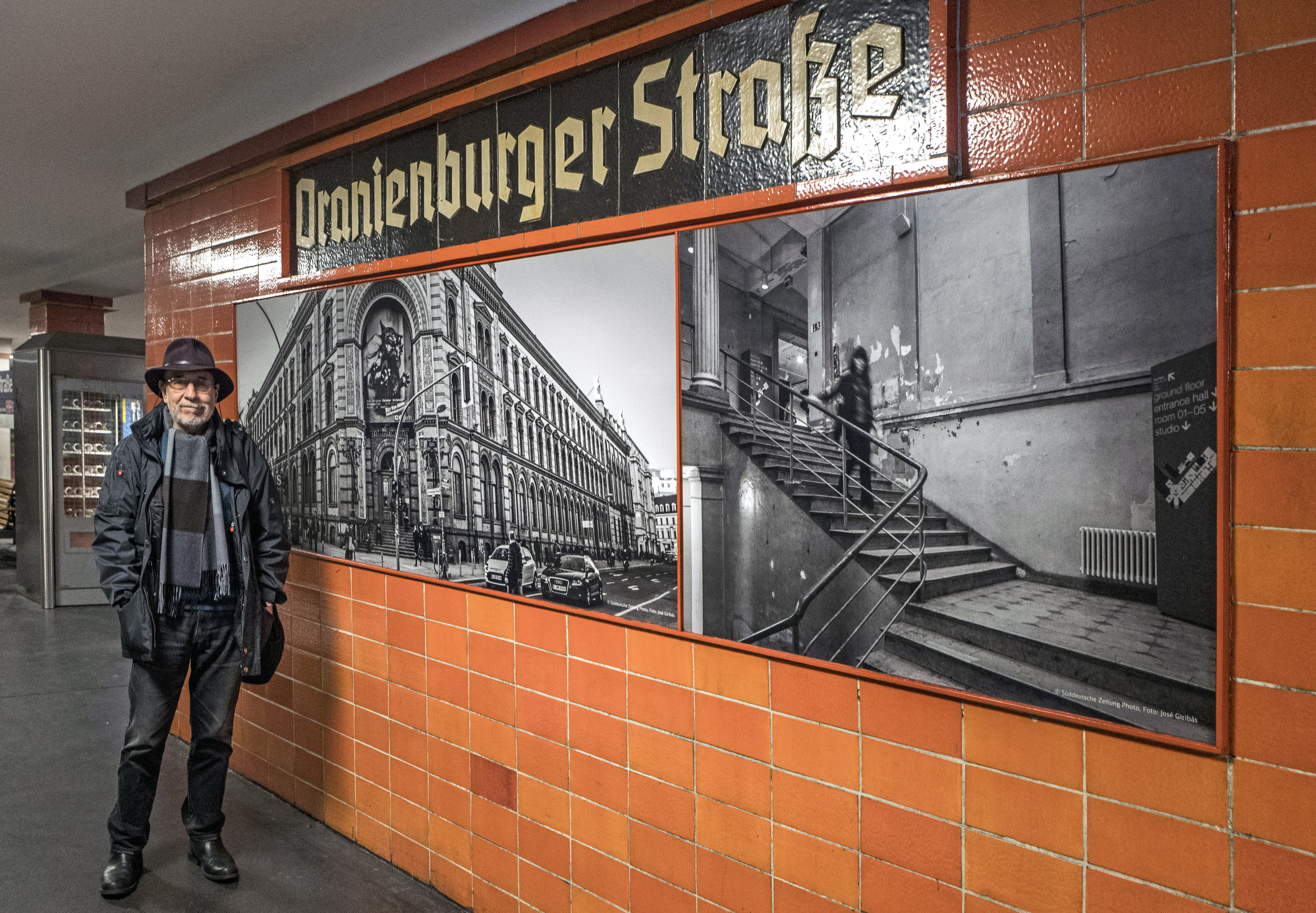
Jose Giribas

José Giribás Marambio (* 6. Oktober 1948 in Santiago de Chile) ist ein deutsch-chilenischer Fotograf und Fotojournalist.

## Biografie
José Giribás Marambio erhielt seine erste Ausbildung vom polnischen Fotograf Bob Borowicz am filmischen Institut der Katholischen Universität Chiles. Drei Monate nach dem Militärputsch Pinochets im Jahr 1973 ging er mit einem Stipendium der Freien Universität Berlin (FU) ins Exil nach Deutschland. Nach dem Studium an der FU Berlin und an der Fachschule für Optik und Fototechnik arbeitete er als Fototechniker in verschiedenen Großlaboren in Oldenburg und Berlin. Von 1983 bis 1989 war er Dozent an der Fachschule für Optik und Fototechnik. Ab 1988 war er selbständiger Fotojournalist. Er arbeitete u. a. für Der Spiegel, Manager Magazin, Handelsblatt und die Agentur Bloomberg News. Seit über drei Jahrzehnten beobachtet Giribás die deutsche Politik und die Wirtschaft in In- und Ausland. Porträts von Persönlichkeiten aus den Bereichen Politik, Wirtschaft und Kultur gehören ebenso in sein Portfolio wie Dokumentationen und Reportagen über gesellschaftliche Prozesse in verschiedenen Staaten (Afghanistan, Chile, USA, Deutschland). Giribás arbeitet auch an eigenen Projekten und Reisen, seine Arbeit wird in renommierten Magazinen und Zeitungen weltweit veröffentlicht. Zurzeit ist er Mitarbeiter der Fotoagentur der Süddeutschen Zeitung (SZ-Photo).
José Giribás Marambio lebt in Berlin.

## Ausstellungen
- 1987: Schlaglichter-Schlagstöcke[1] NGBK, Berlin (Gruppenausstellung)
- 1987: Ohne Filter – Unabhängige Pressefotografie in Chile 1983 - 1986,[2] Berlin NGBK (Gruppenausstellung)
- 2013: Bilder einer Diktatur, Friedrich-Ebert-Stiftung, Berlin; Friedrich-Ebert-Stiftung, Berlin; European Center for Constitutional and Human Rights (ECCHR), Berlin; Süddeutsche Zeitung, München
- 2014: Zeiten des Umbruchs,[3] Instituto Cervantes Berlin
- 2015: Impressionen 1968-2015,[4] Fotogalerie Friedrichshain, Berlin
- 2015: Mein erstes gutes Foto,[5] Brotfabrik, Berlin
- 2018: Über Folter Spricht man Nicht, Haus der Bundespressekonferenz, Berlin;[6] Michael Horbach Stiftung, Köln;[7] Galerie Tapir, Berlin[8]
- 2019: Times of Change, Deutsches Generalkonsulat in New York, USA[9]
- 2019: Berlin um 89 – Zeiten des Umbruchs,[10] dju Mediengalerie, Berlin
- 2020: Striking Moments in Photojournalism 1932 – 1989, Photobastei, Zürich, Schweiz; photography-now.com[11]; artlog.net[12]
- 2021: „Das Lonka Projekt“, eine fotografische Hommage an die letzten Holocaust-Überlebenden[13][14]
- 2021: Repression und Sozialer Widerstand in Chile – Gestern und Heute, Fotogalerie Friedrichshain[15] (Gruppenausstellung)
- 2023: „Über Folter spricht man nicht“[16][17][18], Photobastei, Zürich, Schweiz
- 2023: „Chile im Umbruch - 50 Jahre danach“[19][20][21],Willy-Brandt-Haus, Berlin

## Auszeichnungen
- Goldmedaille Kategorie Porträt in des Pressefotowettbewerbs der Internationalen Organisation der Journalisten (IOJ) „Interpress 1989“ in Pjöngjang, VR Korea
- Medienpreis der freien Wohlfahrtspflege (BAGFW) 1995
- Fotoprensa 2019 (Unión de Reporteros Gráficos y Camarógrafos de Chile)

## Bücher
- Times of Change
- Images of a Dictatorship
- 2023: Fulgor y Muerte del Chile Popular (Glanz und Tod des Chile Popular), Lom Ediciones (Spanisch / Deutsch / Portugiesisch)[22]
- 2024: Chile. Erinnerungen an mein geschundenes Land | Recuerdos de mi país maltratado | Memories of my battered country, Kerber Verlag (Deutsch / Englisch / Spanisch)[23]